# Гогол Бордело
Гогол Бордело е музикална група от Ню Йорк, САЩ, която свири музика в стил цигански пънк. Създадена е през 1999 г. и съществува. Вокал на групата от началото е украинецът Юджийн Хъц (рождено име Евгений Александрович Николаев-Симонов), който дълго време е ди-джей в българското заведение в Ню Йорк „Механата“. Гогол Бордело включва акордеон и цигулка в инструменталния аранжимент на песните си, като има всякакви музикални влияния от пънк, рок до балканска музика. Текстовете на песните са предимно на английски и руски. Повлияни са от Ману Чао, Клаш, Фугази и други. Участвали са на фестивали в много страни между които САЩ, Украйна, Испания, Чехия, Русия, Германия, Бразилия, Обединеното кралство, Унгария, Полша и т.н.

## Албуми
- Voi-La Intruder – 1999
- Multi Kontra Culti vs. Irony – септември 2002
- Gypsy Punks: Underdog World Strike – август 2005
- Super Taranta! – 10 юли 2007
- Live from Axis Mundi – 2009
- Trans-Continental Hustle – 27 април 2010
- Моя Цыганиада – 2011